# Râul Henig
Râul Henig este un curs de apă, afluent al râului Secaș. 